# Багіра-ДЮСШ
«Багіра-ДЮСШ»  — український жіночий футзальний і футбольний клуб з Лимана Донецької області, у східній частині країни, починаючи з сезону 2017/18 років виступав у Вищій лізі України з футзалу.

## Історія
Футзальний клуб «Багіра-ДЮСШ» заснований у місті Красний Лиман 23 листопада 2001 року під назвою «Дитячо-юнацька спортивна школа». Спочатку команда брала участь у юніорських турнірах. У сезоні 2013 команда взяла участь у футбольній першій лізі, але посіла передостаннє місце в групі з п'яти команд. У сезоні 2017/18 років команда потрапила до футзальної Вищої жіночої ліги, в якій зайняла останнє четверте місце в групі А. У наступному сезоні 2018/19 років команда піднялася на сьоме місце. У 2020 році посів шосте місце в підсумковій таблиці. У сезоні 2020/21 років досяг свого найкращого результату на найвищому рівні, зайняв четверте місце у фінальному турнірі.

## Клубні кольори, форма, герб, гімн
| Білий | Чорний |

Клубні кольори — білий та чорний. Футзалістки зазвичай грали свої домашні матчі в чорно-білих футболках, білих шортах і білих шкарпетках.

## Досягнення
- Вища ліга України з футзалу
  - 4-те місце (1): 2020/21

- Кубок України
  - 1/4 фіналу (1): 2019/20

- Перша ліга України з футболу
  - Груповий турнір, 4-те місце (1): 2013

## Структура клубу

### Зала
Свої матчі команда проводить у залі СК «Локомотив», який знаходиться за адресою вул. Чапаєва в Лимані.

### Інші секції
Окрім основної команди в клубі функціонує дівоча та дитяча команда, яка виступає в міських турнірах.